# Samsung Securities Cup 2008
La Samsung Securities Cup 2008 è stato un torneo di tennis facente parte della categoria ATP Challenger Series nell'ambito dell'ATP Challenger Series 2008. Il torneo si è giocato a Seul in Corea del Sud dal 20 al 26 ottobre 2008 su campi in cemento e aveva un montepremi di $125 000+H.

## Vincitori

### Singolare
Hyung-Taik Lee ha battuto in finale  Ivo Minář con il punteggio di 6–4, 6–0

### Doppio
Łukasz Kubot /  Oliver Marach hanno battuto in finale  Sanchai Ratiwatana /  Sonchat Ratiwatana con il punteggio di 7–5, 4–6, [10–6]